# Čurapča
Čurapča (in lingua russa Чурапча) è una cittadina di 7 500 abitanti situata nella Sakha-Jacuzia, in Russia.